# Шевченко, Николай Васильевич
Никола́й Васи́льевич Шевче́нко (1918—1996) — государственный и политический деятель, Герой Социалистического Труда.

## Биография
Родился 5 мая 1918 года в селе Шевченково Котелевского района Полтавской области.
С 15 июня 1946 года по 1 февраля 1948 года работал ответственным секретарём в редакции Котелевской районной газеты «За сталинский урожай».
Позже, будучи членом КПСС, работал первым секретарём Миргородского райкома партии и секретарём Полтавского обкома партии по вопросам сельского хозяйства. Был делегатом XXIII съезда КПСС.

## Награды
- Герой Социалистического Труда.
- Награждён орденами и медалями.

## Память
В центре пгт Котельва Герою на Аллее славы установлена мемориальная стела.